# Georgi Kaloyanchev
Georgi Todorov Kaloyanchev (en búlgaro, Георги Калоянчев, Burgas, 13 de enero de 1925 – 18 de diciembre de 2012) fue un actor búlgaro. Kaloyanchev estudió en la escuela de dramaturgia de Sofía. Inmediatamente después de graduarse, comenzó a trabajar para el Teatro Nacional Ivan Vazov. Su primer papel en el cine fue en Utro nad rodinata (1951).

## Filmografía
- Rapsodiya v byalo (2002)
- Golemite igri (1999)
- Sled kraja na sveta (1998)
- Urnebesna tragedija (1994)
- Fatalna nezhnost (1993)
- Pantudi (1993)
- Bai Ganio tragva iz Evropa (1991)
- Pod igoto (1990)
- Bai Ganio (1990)
- Balkanska perestrojka (1990)
- Karnavalat (1990)
- Brachni shegi (1989)
- Zaplahata (1989)
- Masmediologija na Balkanu (1989)
- Izlozhenie (1988)
- Noshtem po pokrivite (1988) (TV)
- Dom za nashite deca (1987) (TV Serie)
- Vreme za pat' (1987) (TV Serie)
- Samo ti, sartze (1987)
- Za kude putuvate (1986)
- Eshelonite (1986)
- Harakteristika (1985)
- Yan Bibiyan (1985)
- Otkoga te chakam (1984)
- Bon shans, inspektore! (1983)
- Falshifikatorat ot "Cherniya kos" (1983) (TV Serie)
- Byala magiya (1982)
- Noshtnite bdeniya na pop Vecherko (1980)
- Kashtata (1979)
- Byagay... Obicham te (1979)
- Royalat (1979)
- Baseynat (1977)
- Lebed (1976)
- Momicheto s harmonichkata (1976)
- Na zhivot i smart (1974) (TV)
- Krivorazbranata tsivilizatsiya (1974) (TV musical)
- Vechni vremena (1974)
- Byagstvo v Ropotamo (1973)
- Igrek 17 (1973)
- Wrathful Journey (1971)
- Otkradnatiyat vlak (1971)
- Demonat na imperiyata (1971) (TV Serie)
- Ezop (1970)
- Whale (1970)
- Galileo (1968)
- Nebeto na Veleka (1968)
- Byalata staya (1968)
- The Tied Up Balloon (1967)
- Nay-dalgata nosht (1967)
- Dzhesi Dzeyms sreshtu Lokum Shekerov (1966)
- Valchitsata (1965)
- Rusiyat i Gugutkata (1965)
- Neveroyatna istoriya (1964)
- Inspektorat i noshtta (1963)
- Zlatniyat zab (1962)
- Tobacco (1962)
- Spetzialist po vsichko (1962)
- First Lesson (1960)
- Malkata (1959)
- Rebro Adamovo (1958)
- Godini za lyubov (1957)
- A Lesson in History (1957)
- Dve pobedi (1956)
- Item One (1956)
- Dimitrovgradtsy (1956)
- Snaha (1954)
- Nasha zemya (1952)
- Utro nad Rodinata (1951)